# EPrix de Daria
O ePrix de Daria faz parte do calendário da Fórmula E desde 2018, categoria do automobilismo com monopostos movidos a eletricidade. É realizado em Daria, na Arábia Saudita. Foi realizada pela primeira vez como parte da temporada 2018-19 e foi a primeira corrida de Fórmula E a ser realizada no Oriente Médio. O segundo ePrix foi realizado em 22 e 23 de novembro de 2019.

## História
Como parte do plano de longo prazo da Arábia Saudita para a realização de eventos esportivos internacionais, a Autoridade Geral de Esportes, juntamente com a Federação Automobilística da Arábia Saudita, fez um contrato de dez anos para a realização de um ePrix de Fórmula E no país.

## Circuito
A corrida é realizada no Circuito Urbano de Riade, em Daria, uma cidade na Arábia Saudita, localizada na periferia noroeste da capital, Riade. A pista tem 2,495 quilômetros de extensão e tem 21 curvas.

## Resultados
| Edição | Edição    | Circuito                 | Vencedor               | Segundo           | Terceiro               | Pole position          | Volta mais rápida      |
| ------ | --------- | ------------------------ | ---------------------- | ----------------- | ---------------------- | ---------------------- | ---------------------- |
| 2018   | 2018      | Circuito Urbano de Riade | António Félix da Costa | Jean-Éric Vergne  | Jérôme d'Ambrosio      | António Félix da Costa | André Lotterer         |
| 2019   | Corrida 1 | Circuito Urbano de Riade | Sam Bird               | Stoffel Vandoorne | André Lotterer         | Alexander Sims         | Daniel Abt             |
| 2019   | Corrida 2 | Circuito Urbano de Riade | Alexander Sims         | Lucas di Grassi   | Stoffel Vandoorne      | Alexander Sims         | António Félix da Costa |
| 2021   | Corrida 1 | Circuito Urbano de Riade | Nyck de Vries          | Edoardo Mortara   | Mitch Evans            | Nyck de Vries          | Stoffel Vandoorne      |
| 2021   | Corrida 2 | Circuito Urbano de Riade | Sam Bird               | Robin Frijns      | António Félix da Costa | Robin Frijns           | Nyck de Vries          |
| 2022   | Corrida 1 | Circuito Urbano de Riade | Nyck de Vries          | Stoffel Vandoorne | Jake Dennis            | Stoffel Vandoorne      | Nick Cassidy           |
| 2022   | Corrida 2 | Circuito Urbano de Riade | Edoardo Mortara        | Robin Frijns      | Lucas Di Grassi        | Nyck de Vries          | Sam Bird               |
| 2023   | Corrida 1 | Circuito Urbano de Riade | Pascal Wehrlein        | Jake Dennis       | Sam Bird               | Sébastien Buemi        | René Rast              |
| 2023   | Corrida 2 | Circuito Urbano de Riade | Pascal Wehrlein        | Jake Dennis       | René Rast              | Jake Hughes            | Sam Bird               |